# XXI wiek (dla wszystkich nas)
XXI wiek (dla wszystkich nas) – utwór muzyczny polskiego zespołu 2 plus 1 z 1983 roku.

## Informacje ogólne
Piosenkę napisali Jerzy Suchocki (muzyka) i Andrzej Mogielnicki (słowa), a wyprodukował Sławomir Wesołowski we współpracy z Mariuszem Zabrodzkim. Jest ona utrzymana w synth popowej stylistyce, a jej tekst dotyczy oczekiwań i obaw związanych z nadejściem XXI wieku. Główny wokal w nagraniu obejmuje Elżbieta Dmoch. Utwór został wydany na stronie B singla „Krach” promującego ósmy album zespołu, Bez limitu. Piosenka „XXI wiek” spotkała się z sukcesem, zdobywając szczyt zarówno Radiowej Listy Przebojów Programu I, jak i Telewizyjnej Listy Przebojów wiosną i latem 1983.
W 2005 roku cover utworu nagrali w duecie Kasia Klich i Yaro. Ukazał się on na maxisinglu 2 plus 1: Interpretacje 2005.

W 2014 roku utwór ukazał się na mixtape grupy hip-hopowej PRO8L3M pt. „Art Brut” w postaci loopu w utworze „W tej podróży”.

## Pozycje na listach przebojów
| Lista                              | Pozycja |
| ---------------------------------- | ------- |
| Radiowa Lista Przebojów Programu I | 1       |
| Lista przebojów Programu Trzeciego | 16      |
| Telewizyjna Lista Przebojów        | 1       |